# Egy új világ
Az Egy új világ, angol címén New World (hangul: 신세계, Sin szegje, handzsa: 新世界, RR: Sin segye) 2013-ban bemutatott dél-koreai gengszterfilm, melyet Pak Hundzsong (Park Hun-jeong) írt és rendezett. A főbb szerepekben Cshö Minsik (Choi Min-sik), Hvang Dzsongmin (Hwang Jeong-min) és I Dzsongdzse (Lee Jeong-jae) látható.
A filmet a 8. koreai filmfesztivál keretében 2015 novemberében mutatta be az Uránia Nemzeti Filmszínház.

## Történet
A Goldmoon vállalat valójában egy maffiaszövetség, melynek egyik magas rangú tagja, I Dzsaszong (Lee Ja-seong) a rendőrség beépített embere. Amikor a vállalat elnöke (és a maffiaklán feje) autóbalesetben meghal, megkezdődik a rivalizálás a megüresedett székért a két legesélyesebb nagyfőnök, Csong Cshong (Jeong Cheong) és I Dzsunggu (Lee Junggu) között. Dzsaszong (Ja-seong) Csong (Jeong) beosztottja és barátja. Amikor Kang nyomozó közli Dzsaszong (Ja-seong)gal, hogy be kell szállnia az örökösödési harcba, a férfi válaszút elé áll. Ráadásul Csong (Jeong) rájön, hogy besúgók vannak a szervezetben és elkezd leszámolni velük.

## Szereplők
- Cshö Minsik (최민식, Choi Min-sik) mint Kang nyomozó
- Hvang Dzsongmin (황정민, Hwang Jeong-min) mint Csong Cshong (Jeong Cheong)
- I Dzsongdzse (이정재, Lee Jeong-jae) mint I Dzsaszong (Lee Ja-seong)
- Pak Szongung (박성웅, Park Seong-ung) mint I Dzsunggu (Lee Junggu)
- Szong Dzsihjo (송지효, Song Ji-hyo) mint I Dzsaszong (Lee Ja-seong) tartótisztje
- Cshö Ilhva (최일화, Choi Il-hwa) mint Csang Szugi (Jang Su-gi)

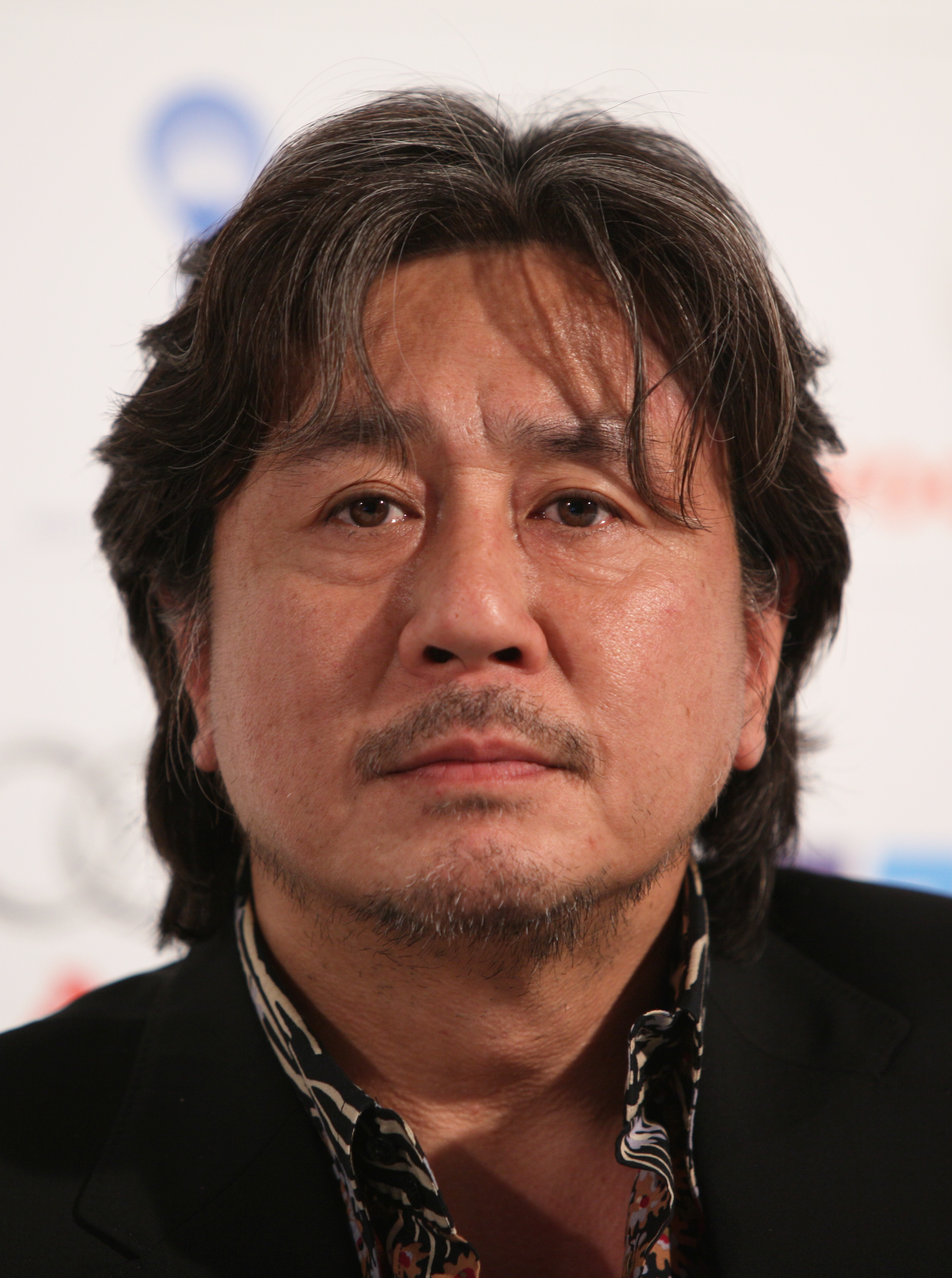
Cshö Minsik (Choi Min-sik)
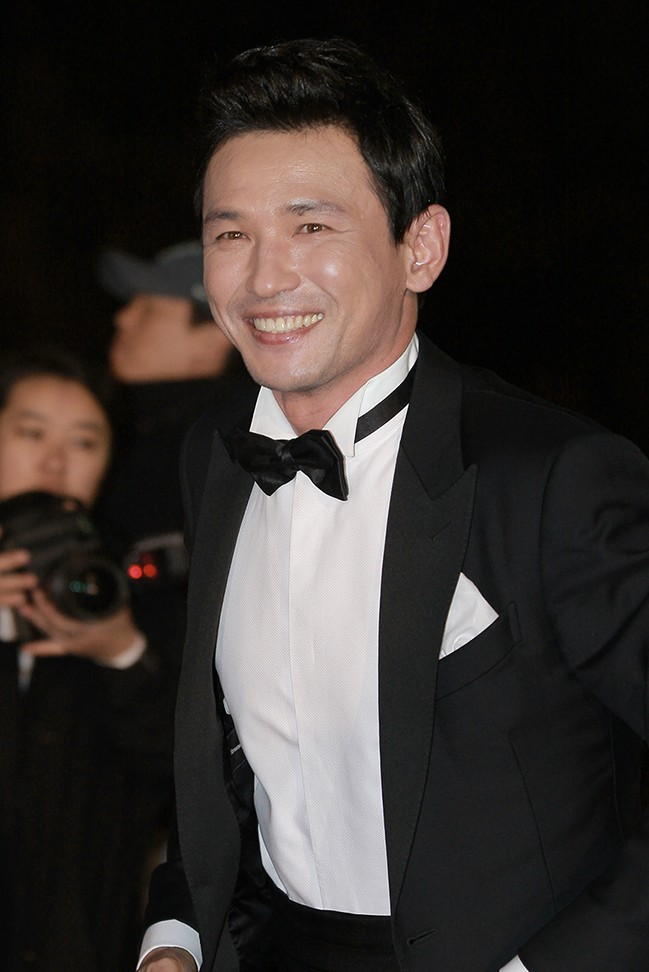
Hvang Dzsongmin (Hwang Jeong-min)
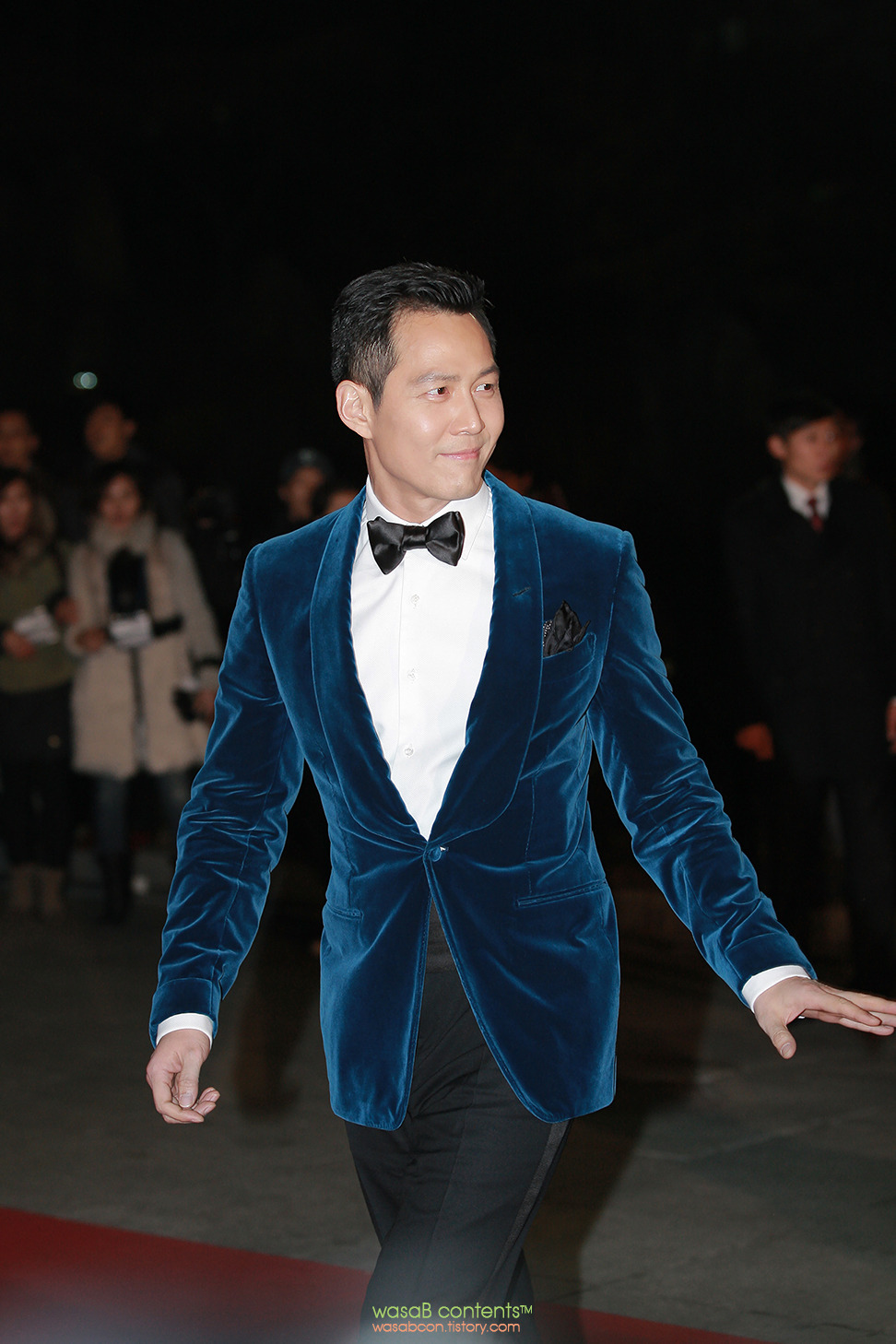
I Dzsongdzse (Lee Jeong-jae)
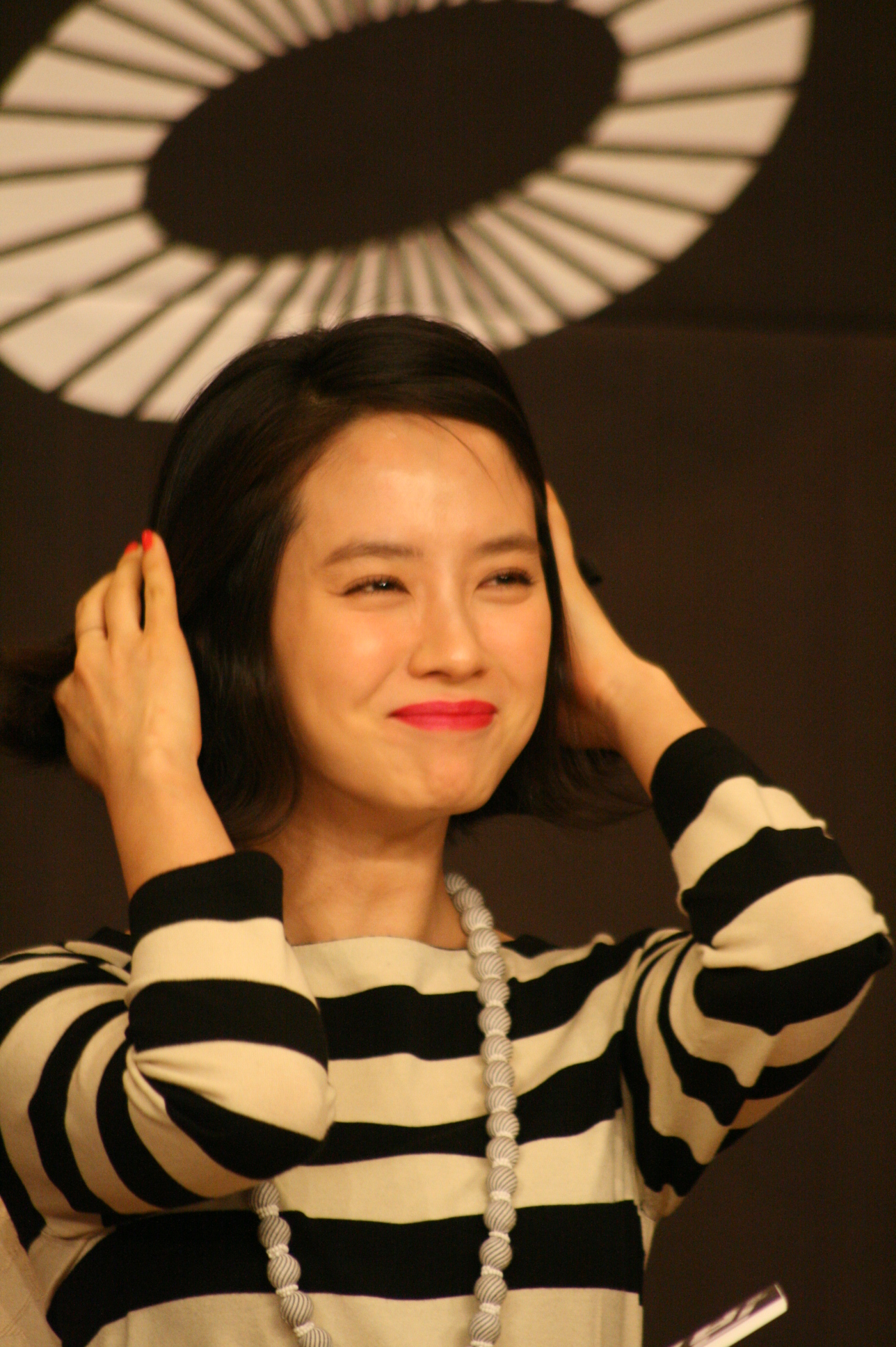
Szong Dzsihjo (Song Ji-hyo)